# Беца, Степан Степанович
Степан Степанович Беца (29 апреля 1970, Мукачево, Украинская ССР, СССР — 21 декабря 1992, Днепропетровск, Украина) — советский и украинский футболист, полузащитник.

## Биография
Степан Беца родился в Мукачево, однако первые серьёзные шаги в большой футбол начал делать в Днепропетровске. 1987 год принёс первый трофей — дубль «Днепра» стал победителем первенства Советского Союза среди дублирующих составов. Однако пробиться в основу днепропетровского клуба в то время было сложно, поэтому следующий сезон Беца начал в составе «Шахтера» из Горловки, выступавший во второй лиге чемпионата СССР, однако сыграл там лишь полсезона, перебравшись в симферопольскую «Таврию». Затем перешёл в запорожский «Металлург», где привлёк внимание селекционеров киевского «Динамо». Карьера Бецы в Киеве развивалась достаточно стремительно — в 1990 он ещё раз получил золотые награды за победу в чемпионате СССР среди дублирующих составов, а уже в 1991 стал игроком основы киевского клуба (дебютировал в основном составе 11 марта 1991 года в матче против московского «Торпедо» (1:3)).
21 декабря 1992 года Беца выехал вместе с Алексеем Сасько из Киева в Днепропетровск: в тот день Степан был за рулём автомобиля Mercedes-Benz 190. На трассе автомобиль сильно разогнался, его занесло из-за высокой скорости, и он врезался в дерево. Сасько скончался на месте аварии, а Беца был госпитализирован и скончался в больнице, не приходя в сознание.